# Lucy (Ten Tonnes)
Lucy is de eerste ep van de Britse singer-songwriter Ten Tonnes. De ep werd op 24 maart 2016 uitgebracht onder het label Warner Bros. Records.

## Tracklist
| Nr.         | Titel            | Duur |
| ----------- | ---------------- | ---- |
| 1.          | "Lucy"           | 2:46 |
| 2.          | "Subtle Changes" | 2:34 |
| 3.          | "Stop"           | 2:37 |
| Totale duur | Totale duur      | 7:57 |